# Ilirska Bistrica

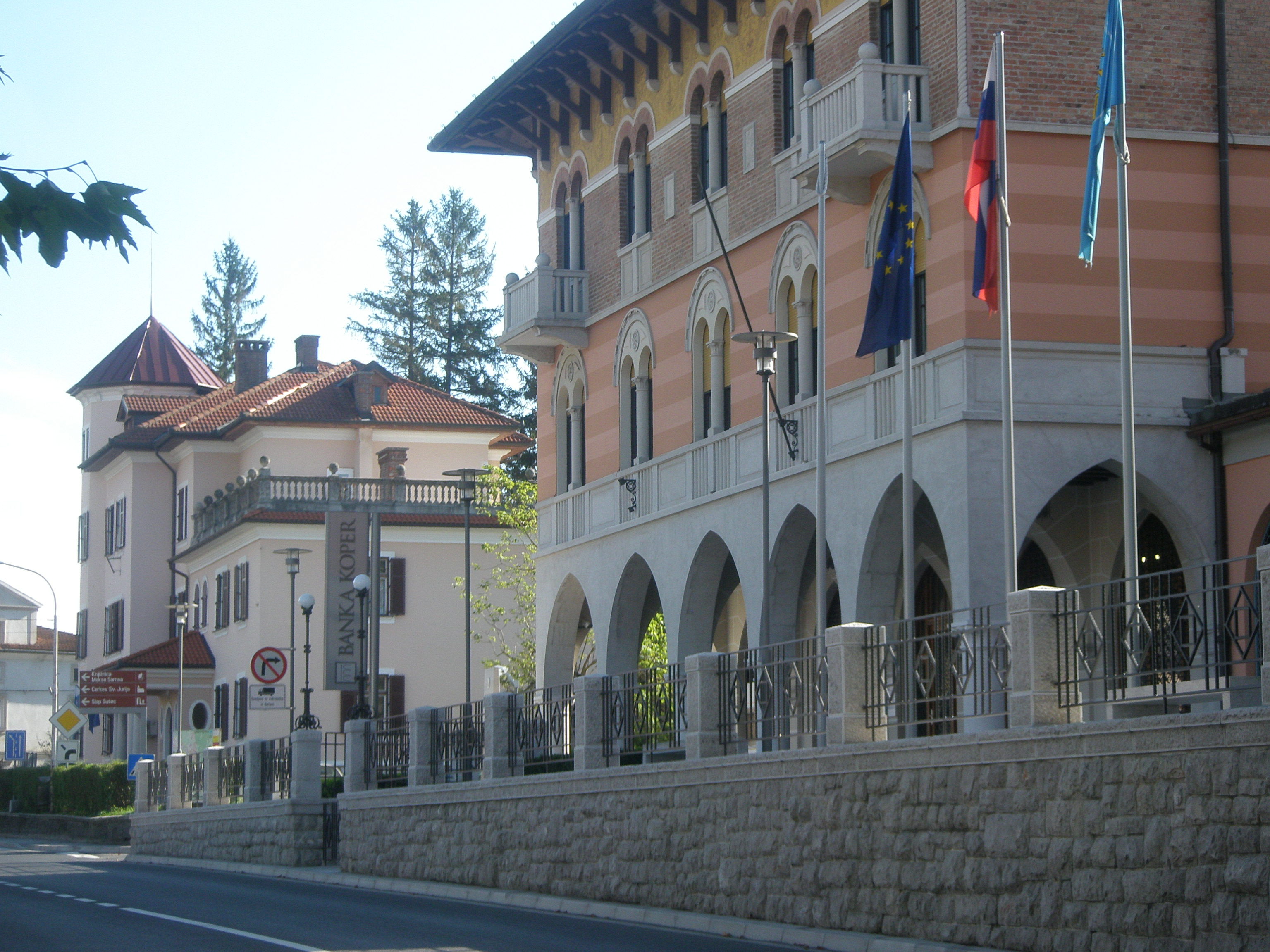
Rathaus von Ilirska Bistrica

Die Stadt Ilirska Bistrica (deutsch Illyrisch Feistritz, italienisch Villa del Nevoso) ist eine Kleinstadt im Südwesten Sloweniens an der Grenze zu Kroatien. Sie ist Hauptort der über sechzig Ortschaften umfassenden Gemeinde Ilirska Bistrica.

## Lage
Das Stadtzentrum liegt an der alten Straße von Postojna und Pivka zum 30 km entfernten Rijeka an der Adriaküste. Es liegt im Tal des Flusses Reka, am steilen Rand der dicht bewaldeten Hochebene Snežnik im Nordosten. Das Gemeindegebiet gehört mit zum Brkini-Hügelland.
Der historische Teil der Stadt liegt direkt unterhalb eines steilen Kalksteinhangs, der höher in ehemalige Grasebenen und künstlich gepflanzte Kiefernwälder übergeht. Im Norden erhebt sich der Gipfel Stražica (711 m. ü. M.), im Osten der Volčji Hrib (757 m. ü. M.) und dahinter das Zelena-Tal. Unter den steilen Kalksteinhängen entspringt der Bach Bistrica.

## Name und Wappen
Der Name Ilirska Bistrica  bedeutet ‚Das Illyrische Bistrica‘ und geht unmittelbar nicht auf die antiken Illyrer, sondern auf das Königreich Illyrien zurück, eine Verwaltungseinheit des Kaisertums Österreich zwischen 1814 und 1849, wobei das Adjektiv dem alten Namen Bistrica (deutsch: Feistritz) hinzugefügt wurde, um die Stadt von anderen gleichnamigen Städten zu unterscheiden.
Das Wappen der Stadt Ilirska Bistrica bezieht sich auf die Geschichte der Region, die zum Einflussbereich der antiken Illyrer gehörte.

## Geschichte

### Mittelalter
Im 12. Jahrhundert wurde auf einem Hügel östlich des Stadtzentrums eine Festung errichtet, als das Gebiet Teil der Reichsmark Krain war. Später befand sich die Burg im Besitz der Grafen von Duino, ab dem 14. Jahrhundert im Besitz des Fürstenhauses Auersperg.
Die Siedlung Ilirska Bistrica selbst wurde erstmals um 1300 erwähnt. Die umliegenden Karstquellen und ausgedehnten Wälder förderten ab dem frühen 15. Jahrhundert die wirtschaftliche Entwicklung zahlreicher Sägewerke und einen florierenden Holzhandel.

### Neuzeit
Die im Herzogtum Krain gelegene Stadt war jahrhundertelang Teil der Habsburgermonarchie. Im 19. Jahrhundert belieferten die Holzhändler aus Ilirska Bistrica vor allem die österreichischen Seehäfen Triest und Rijeka. Im Jahr 1873 wurde von der Österreichischen Südbahn eine Eisenbahnlinie eröffnet, die von Pivka und der Südbahnlinie über den Bahnhof Ilirska Bistrica zu den Küstenstädten Opatija und Rijeka führte.
Ilirska Bistrica wurde 1867 Teil des österreichischen Teils der österreichisch-ungarischen Monarchie, 1920 wurde es vom Königreich Italien annektiert, nach dem Zweiten Weltkrieg wurde es Teil Jugoslawiens und gehört heute zum unabhängigen Slowenien. Überreste dieser verschiedenen Staaten sind noch heute in zahlreichen Denkmälern, im Bahnhof und in den italienischen Kasernen aus dem Zweiten Weltkrieg zu sehen.

### Zweiter Weltkrieg
Die Region wurde im Zweiten Weltkrieg durch die 4. Jugoslawische Armee befreit. Dabei starben 284 Partisanen. Zum Gedenken wurde 1965 ein Monument eingeweiht, welches von Janez Lenassi und Živa Baraga entworfen wurde.
Während des Zweiten Weltkriegs und danach wurden auf dem Gemeindegebiet mehr als 50 Massengräber angelegt, in denen man mehr als 1000 Opfer entdeckte.

## Sehenswürdigkeiten und Aktivitäten
- Naturschutzgebiet Snežnik (Krainer Schneeberg)
- Brkini-Hügellandschaft
- Landschaft und Angeln an der Reka
- Dorf Podtabor
- Partisanenkrankenhaus Zalesje
- Burgruine Kalc/Kalec
- Schloss Prem
- Museen und Galerien in Ilirska Bistrica
- Durch Ilirska Bistrica verläuft der Ciglar-Weg, der slowenische Abschnitt des Europäischen Fernwanderwegs E6.